# Back in the U.S.
 Back in the U.S. ist das fünfte Livealbum von Paul McCartney. Gleichzeitig ist es einschließlich der Wings-Alben, der Fireman-Alben, der klassischen Alben, der Livealben und Kompilationsalben das 35. Album von Paul McCartney nach der Trennung der Beatles, das in den USA erschien. Es wurde am 26. November 2002 in den USA und in Japan veröffentlicht. Das Album ist in Europa nur durch Importe erhältlich.

## Entstehung
Im Anschluss an die Veröffentlichung und Promotionarbeiten für sein Album Driving Rain war Paul McCartney ab April 2002 erstmals seit dem Jahr 1993 wieder auf Tournee gegangen. Die Tournee war McCartneys erste seit dem Tod seiner Frau Linda McCartney. Für diese geplanten Liveauftritte stellte er eine neue Band zusammen: Paul „Wix“ Wickens, der schon Mitglied seiner Begleitband von 1989 bis 1993 war, sowie Abe Laboriel Jr. und Rusty Anderson, die auf dem Album Driving Rain Studiomusiker waren. Als neues Mitglied kam Brian Ray dazu; in dieser Zusammenstellung gibt Paul McCartney bis heute Konzerte (Stand: August 2025).
Am 20. Oktober 2001 fand im Madison Square Garden in New York in dieser Besetzung ein Benefiz-Konzert zugunsten der Opfer der Terroranschläge des 11. September 2001, wo Paul McCartney sieben Lieder spielte.
McCartneys Driving World Tour begann am 1. April 2002 in Oakland, Kalifornien, und endete am 18. November 2001 in Osaka, Japan. Vom 1. April bis zum 18. Mai 2002 begann Paul McCartney seine USA-Tournee unter der Bezeichnung Driving USA Tour mit 27 Konzerten, vor über 400.000 Menschen. Der einzige Nicht-US-Termin der Driving USA Tour war am 13. April 2002 in Toronto, Kanada. Während dieser Tournee wurde das Livealbum Back in the U.S. aufgenommen; es ist aber nicht dokumentiert, bei welchen Konzerten die einzelnen Lieder aufgenommen wurden. Laut Quellen stammen die Aufnahmen aus Detroit, Dallas, Cleveland, Denver, New York City, Chicago, Sunrise, Boston, Tampa, Toronto, Washington, D.C., East Rutherford und Atlanta.
Die Setlist der Driving USA Tour war wie folgt:
| 1. Hello, Goodbye 2. Jet 3. All My Loving 4. Getting Better 5. Coming Up 6. Let Me Roll It 7. Lonely Road 8. Driving Rain 9. Your Loving Flame 10. Blackbird 11. Every Night 12. We Can Work It Out 13. Mother Nature’s Son 14. Vanilla Sky 15. You Never Give Me Your Money / Carry That Weight 16. The Fool on the Hill 17. Here Today 18. Something | 1. Eleanor Rigby 2. Here, There and Everywhere 3. Band on the Run 4. Back in the U.S.S.R. 5. Maybe I’m Amazed 6. C Moon 7. My Love 8. Can’t Buy Me Love 9. Freedom 10. Live and Let Die 11. Let It Be 12. Hey Jude 13. The Long and Winding Road 14. Lady Madonna 15. I Saw Her Standing There 16. Yesterday 17. Sgt. Pepper’s Lonely Hearts Club Band (Reprise) / The End |

Nach der Tournee heiratete Paul McCartney am 11. Juni 2002 seine Lebensgefährtin Heather Mills.
Vom 21. September bis zum 29. Oktober 2002 folgte eine Nordamerika-Tournee unter der Bezeichnung Back in the U.S. Tour mit 23 Konzerten.
Am 5. Oktober 2002 wurden im Conseco Fieldhouse, Indianapolis zusätzlich die Lieder She’s Leaving Home und Michelle gespielt. Während des Konzerts in Houston wurde Midnight Special und in Osaka das Lied Calico Skies gespielt.
Vom 2. bis zum 5. November 2002 gab McCartney drei Konzerte in Mexiko-Stadt unter der Bezeichnung Driving Mexico Tour, danach folgte noch die Driving Japan Tour vom 11. bis zum 18. November 2002 in Japan mit fünf Konzerten.
Wie bei den Livealben Wings over America und Tripping the Live Fantastic wurde Back in the U.S. wieder als Doppel-CD veröffentlicht. Die Reihenfolge der Lieder entspricht der Reihenfolge der Lieder, die während der Konzerte gespielt worden sind. Es war das erste Album von Paul McCartney, das nicht als Vinyl-Langspielplatte veröffentlicht wurde.
Während sich auf dem Album Wings over America fünf Beatles-Lieder befinden, wurde die Anzahl bei Tripping the Live Fantastic auf fünfzehn und bei Back in the U.S. auf neunzehn erhöht; wie bei dem Album Wings over America wurde auch hier die Bezeichnung der Autorenschaft Lennon/McCartney in McCartney/Lennon vertauscht.
Eines der Beatles-Lieder ist die George-Harrison-Komposition Something, die Paul McCartney zur Erinnerung an den im November 2001 verstorbenen George Harrison spielte; dabei wurde das Lied mit einer von McCartney gespielten Ukulele, einem Lieblingsinstrument von Harrison, vorgetragen. Weiterhin enthielt die Setlist mit Here Today eine Hommage an John Lennon.
Das Album war in den USA (15. Top-Ten-Album) kommerziell erfolgreich.
Am 25. März 2003 folgte dann die Europa-Tournee unter der Bezeichnung Back in the World Tour, und im März 2003 erschien dann auch das Livealbum Back in the World.

## Covergestaltung
Das Cover wurde von Dewynters plc gestaltet. Die Coverfotos stammen von Mark Seliger, die restlichen Bilder des CD-Begleitheftes sind von Bill Bernstein. Der Doppel-CD liegt ein 32-seitiges Begleitheft bei, das Information zum Album, zur Tournee und Bilder der Tournee enthält.

## Titelliste
| CD 1 1. Hello, Goodbye (McCartney/Lennon) – 3:46 vom Beatles-Album Magical Mystery Tour 2. Jet (Paul McCartney/Linda McCartney) – 4:02 vom Wings-Album Band on the Run 3. All My Loving (McCartney/Lennon) – 2:08 vom Beatles-Album With the Beatles 4. Getting Better (McCartney/Lennon) – 3:10 vom Beatles-Album Sgt. Pepper’s Lonely Hearts Club Band 5. Coming Up (Paul McCartney) – 3:26 vom McCartney-Album McCartney II 6. Let Me Roll It (Paul McCartney/Linda McCartney) – 4:24 vom Wings-Album Band on the Run 7. Lonely Road (Paul McCartney) – 3:12 vom McCartney-Album Driving Rain 8. Driving Rain (Paul McCartney) – 3:11 vom McCartney-Album Driving Rain 9. Your Loving Flame (Paul McCartney) – 3:28 vom McCartney-Album Driving Rain 10. Blackbird (McCartney/Lennon) – 2:30 vom Beatles-Album The BEATLES 11. Every Night (Paul McCartney) – 2:51 vom McCartney-Album McCartney 12. We Can Work It Out (McCartney/Lennon) – 2:29 Beatles-Single aus dem Jahr 1965 13. Mother Nature’s Son (McCartney/Lennon) – 2:11 vom Beatles-Album The BEATLES 14. Vanilla Sky (Paul McCartney) – 2:29 vom Soundtrack-Album Vanilla Sky 15. Carry That Weight (McCartney/Lennon) – 3:05 vom Beatles-Album Abbey Road 16. The Fool on the Hill (McCartney/Lennon) – 3:09 vom Beatles-Album Magical Mystery Tour 17. Here Today (Paul McCartney) – 2:28 vom McCartney-Album Tug of War 18. Something (George Harrison) – 2:33 vom Beatles-Album Abbey Road | CD 2 1. Eleanor Rigby (McCartney/Lennon) – 2:17 vom Beatles-Album Revolver 2. Here, There and Everywhere (McCartney/Lennon) – 2:26 vom Beatles-Album Revolver 3. Band on the Run (Paul McCartney/Linda McCartney) – 5:00 vom Wings-Album Band on the Run 4. Back in the U.S.S.R. (McCartney/Lennon) – 2:55 vom Beatles-Album The BEATLES 5. Maybe I’m Amazed (Paul McCartney) – 4:48 vom McCartney-Album McCartney 6. C Moon (Paul McCartney/Linda McCartney) – 3:51 Wings-Single aus dem Jahr 1972 7. My Love (Paul McCartney/Linda McCartney) – 4:03 vom Wings-Album Red Rose Speedway 8. Can’t Buy Me Love (McCartney/Lennon) – 2:09 vom Beatles-Album A Hard Day’s Night 9. Freedom (Paul McCartney) – 3:18 vom McCartney-Album Driving Rain 10. Live and Let Die (Paul McCartney/Linda McCartney) – 3:05 Wings-Single aus dem Jahr 1973 11. Let It Be (McCartney/Lennon) – 3:57 vom Beatles-Album Let It Be 12. Hey Jude (McCartney/Lennon) – 7:01 Beatles-Single aus dem Jahr 1968 13. The Long and Winding Road (McCartney/Lennon) – 3:30 vom Beatles-Album Let It Be 14. Lady Madonna (McCartney/Lennon) – 2:21 Beatles-Single aus dem Jahr 1968 15. I Saw Her Standing There (McCartney/Lennon) – 3:08 vom Beatles-Album Please Please Me 16. Yesterday (McCartney/Lennon) – 2:08 vom Beatles-Album Help! 17. Sgt. Pepper’s Lonely Hearts Club Band (Reprise) / The End (McCartney/Lennon) – 4:39 von den Beatles-Alben Sgt. Pepper’s Lonely Hearts Club Band und Abbey Road |

## Promotionveröffentlichungen
In den USA wurde im November 2002 der Promotion-Album-Sampler Back in the U.S. – In-Store Play mit folgenden Liedern veröffentlicht: Eleanor Rigby / Here, There and Everywhere / Band on the Run / Back in the USSR / Maybe I’m Amazed / C Moon / My Love / Can’t Buy Me Love / Freedom / Live and Let Die / Let It Be / Hey Jude / The Long and Winding Road / Lady Madonna / I Saw Her Standing There / Yesterday / Sgt. Pepper’s Lonely Hearts Club Band (Reprise) / The End.
Als weitere Promotion-CD wurde Talk in the U.S. veröffentlicht; diese CD enthält ein Interview von Paul McCartney sowie die Lieder: Hello Goodbye / Jet / Back in the USSR / Here Today / Maybe I’m Amazed / Sgt. Pepper’s Lonely Hearts Club Band (Reprise) / The End.
In Japan erschien die Promotionsingle-CD Hello Goodbye.
In der US-amerikanischen Ladenkette Best Buy wurde das Album Back in the U.S. mit einer DVD, die sich in einem eigenständigen Papphüllen-Cover befindet, verkauft, die das Lied Matchbox als Soundcheck und Werbung für das Album enthält. Die Gesamtlänge beträgt sieben Minuten.

## Kommerzieller Erfolg

### Chartplatzierungen
| ChartsChartplatzierungen       | Höchstplatzierung | Wochen |
| ------------------------------ | ----------------- | ------ |
| Deutschland (GfK)              | 39 (11 Wo.)       | 11     |
| Schweiz (IFPI)                 | 91 (2 Wo.)        | 2      |
| Vereinigte Staaten (Billboard) | 8 (15 Wo.)        | 15     |

### Auszeichnungen für Musikverkäufe
| Land/Region               | Auszeichnungen für Musikverkäufe (Land/Region, Auszeichnung, Verkäufe) | Verkäufe  |
| ------------------------- | ---------------------------------------------------------------------- | --------- |
| Dänemark (IFPI)           | Gold                                                                   | 25.000    |
| Japan (RIAJ)              | Gold                                                                   | 100.000   |
| Kanada (MC)               | 2× Platin                                                              | 200.000   |
| Vereinigte Staaten (RIAA) | 2× Platin                                                              | 2.000.000 |
| Insgesamt                 | 2× Gold · 4× Platin ·                                                  | 2.325.000 |

Hauptartikel: Paul McCartney/Auszeichnungen für Musikverkäufe

## Videoveröffentlichung
Der Konzertfilm Back in the U.S. wurde während der Driving USA Tour aufgenommen und enthält 29 Lieder. Der Regisseur und Produzent des Films ist Mark Haefeli. Die Soundcheck-Aufnahme des Liedes Matchbox ist nicht auf der CD enthalten.
Gleichzeitig zur Veröffentlichung der CD Back in the U.S. erschien die DVD am 23. November 2002 in einer 5.1-Abmischung. Die Veröffentlichung in Europa erfolgte im März 2003.
Die DVD enthält folgende Lieder:
| 1. Hello, Goodbye 2. Jet 3. All My Loving 4. Live and Let Die 5. Coming Up 6. Blackbird 7. We Can Work It Out 8. Here, There and Everywhere 9. Eleanor Rigby 10. Matchbox (Carl Perkins) 11. Your Loving Flame 12. The Fool on the Hill 13. Getting Better 14. Here Today 15. Something 16. Band on the Run 17. Let Me Roll It | 1. Back in the U.S.S.R. 2. My Love 3. Maybe I’m Amazed 4. Freedom 5. Let it Be 6. Hey Jude 7. Can’t Buy Me Love 8. Lady Madonna 9. The Long and Winding Road 10. Yesterday 11. Sgt. Pepper’s Lonely Hearts Club Band / The End 12. I Saw Her Standing There Bonus-Titel: 1. Driving Rain 2. Every Night 3. You Never Give Me Your Money / Carry That Weight |

Die DVD enthielt weiterhin einen Internet-Zugang zu einer „Secret Show“, die am 12. Oktober 2002 in New Orleans aufgenommen wurde; es wurden während des Konzerts folgende Lieder gespielt: Honey Hush / Foxy Lady / Blackbird / Calico Skies / Matchbox / Sea Melody / India / Lady Madonna.
Die Lieder Sea Melody und India sind bisher unveröffentlicht.